# یاردلی هیستینگس
یاردلی هیستینگس (به انگلیسی: Yardley Hastings) یک روستا و محله مدنی در بریتانیا است که در ساوت نورث‌همپتون‌شر واقع شده‌است. یاردلی هیستینگس ۷۴۵ نفر جمعیت دارد.